# Johan Henrich Berlin
Johan Henrich Berlin (1741 – 1807; fejlagtigt kendt som Johan Heinrich Berlin) var organist i Trondheim og komponist. Han skrev symfonier, kammermusik og klaverstykker i en overgangsstil mellem barok og wienerklassisk stil. Dannede i 1786 Det Trondhjemske Musikalske Selskab. Han var søn af Johan Daniel Berlin.